# HWEM Sewastopol
HWEM Sewastopol (ukr. Футбольний клуб «ГВЕМ» (Севастополь), Futbolnyj Kłub "HWEM" Sewastopol) – ukraiński klub piłki nożnej plażowej, mający siedzibę w mieście Sewastopol.

## Historia
Chronologia nazw:
- 200?: HWEM Sewastopol (ukr. «ГВЕМ» Севастополь)

Klub piłkarski HWEM Sewastopol został założony w Sewastopolu i reprezentował firmę budowlaną HWEM. W 2003 zdobył brązowe medale mistrzostw Ukrainy Beach Soccera.

## Sukcesy

### Trofea międzynarodowe
Nie uczestniczył w rozgrywkach europejskich (stan na 31-05-2018).

### Trofea krajowe
| \| \| Zdobyte trofea w rozgrywkach Ukrainy (stan na: 31-12-2018) \| |                                                            |      |          |
| Rozgrywki                                                           | Osiągnięcie                                                | Razy | Sezon(y) |
| · Mistrzostwo                                                       | I miejsce                                                  | 0    |          |
| · Mistrzostwo                                                       | II miejsce                                                 | 0    |          |
| · Mistrzostwo                                                       | III miejsce                                                | 1    | 2003     |
| Puchar                                                              | zdobywca                                                   | 0    |          |
| Puchar                                                              | finalista                                                  | 0    |          |
| II liga                                                             | I miejsce                                                  | 0    |          |
| II liga                                                             | II miejsce                                                 | 0    |          |
| II liga                                                             | III miejsce                                                | 0    |          |
| Ukraina                                                             | Zdobyte trofea w rozgrywkach Ukrainy (stan na: 31-12-2018) |      |          |